# サーターアンダーギー
サーターアンダーギーは、沖縄県の揚げ菓子の一種。首里の言葉で、サーターは砂糖、アンダーギーはアンダ（油）+アギ（揚げ）+語尾を伸ばすことで「油で揚げたもの」という意味になる。その名の通り砂糖を使用した生地を用いる球状の揚げ菓子、いわゆるドーナツである。縁起の良い菓子とされ、結婚式など祝い事でも振る舞われる。
同じ生地を四角に揚げたものは、サングァチグァーシ（三月菓子）と呼ばれている。

## 概要
砂糖がふんだんに使われ、また気泡が小さくて密度が高いため、食べ応え・満腹感のある菓子であり、表面はサクサク、中はシットリもしくはモッソリとした食感である。時間をかけて中まで揚げることから日持ちし、数日程度は常温下でも置いておけるため、これを一度に大量に揚げる。
家庭で作られるほか、街角や市場の天ぷら店でも販売している。店売りの場合、精白糖を使用したものを「白」、黒糖を使用したものを「黒」と呼んでいる。

## 起源
文献などは特に存在しないが、中国に「開口笑」と呼ばれる類似の菓子があるため、琉球国時代に清から伝わったものと考える事も出来る。開口笑は、揚げる時に生じる割れ目が、口を開けて笑うさまに似ていることから名づけられた。ただし開口笑は直径5センチメートルほどの小ぶりで表面に白ごまがまぶされるのが通例であるのに対し、サーターアンダーギーではあまりそのような例はない。つまり、中国とは何ら関係ない物とも考えられる。

## 名称
本土日本語（共通語）に直訳して砂糖天ぷら（さとうてんぷら）と呼ぶほか、サーターアンダギー、サーターアンラギー、あるいは沖縄ドーナツという表記も見られる。
宮古列島ではさたぱんびんと呼ばれる。宮古語で「さた」は砂糖、「ぱんびん」は揚げ物を意味する。
奄美諸島の徳之島では「さたてんぷら」や「さぁたてんぷら」と呼ばれる。

海外では、沖縄県からの移民が多かった、アメリカのハワイ州でも"andagi"として知られている。インターネットなどではOkinawan Doughnutsという名称で呼ばれることがある。

## 作り方

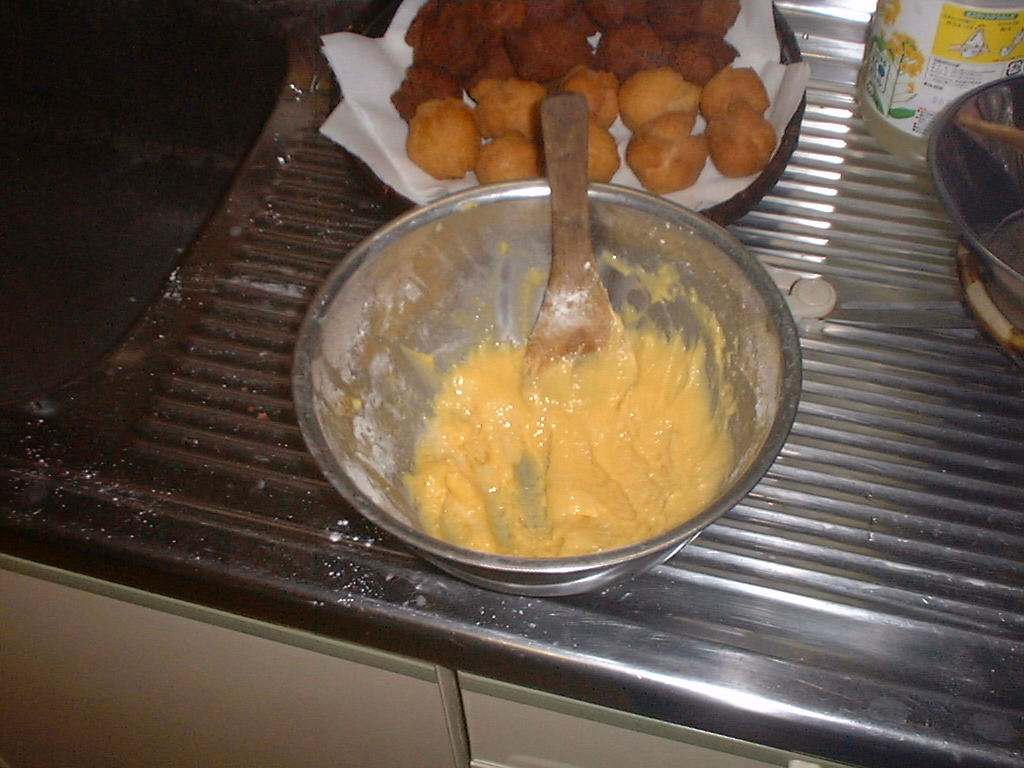
サーターアンダーギーの生地には水は加えない。しかし卵はたっぷり使う。サーターアンダーギー・ミックス粉500gに対して、Lサイズ卵3個を加えたのがこの状態。

小麦粉、鶏卵、砂糖ないし黒砂糖・三温糖とベーキングパウダーなどを「やや緩いクッキー生地程度」の固さに混ぜ合わせ生地を作り、適量を丸めて低温の油（140 - 150℃）で数分間揚げる。低めの油温から揚げ始めそこから油温が150℃程度に上がるまでを弱火で数分掛け、仕上げで表面に好みの揚げ色を付けるというゆっくりとした揚げ方をすると失敗が少ない。
黒砂糖を使うと蜜の味が強く風味が増すが、ブロック状の黒砂糖を細かく砕くか、予め粉末にしてあるものを使う必要があり、手間がかかる。そのため、他に混ぜ物をする場合には粉末が一般的な白砂糖や三温糖を使うことも多い。
生地にカボチャ、紅芋、ウコン等を練り入れたバリエーションも存在する。
また近年では専用のミックス粉（ホットケーキミックス粉のような物）の販売もある。ミックスに卵を入れ、混ぜ合わせて成形し、油で揚げる。家庭で作る際に、これを利用する人も多い。このミックス粉にも、黒砂糖バージョンや紅芋バージョンなど様々ある。近年では本州でも沖縄料理や沖縄県産野菜（ゴーヤーなど）への関心が強い事もあり、ミックス粉は本州の一部店舗でも、販売されている。

## 縁起物として

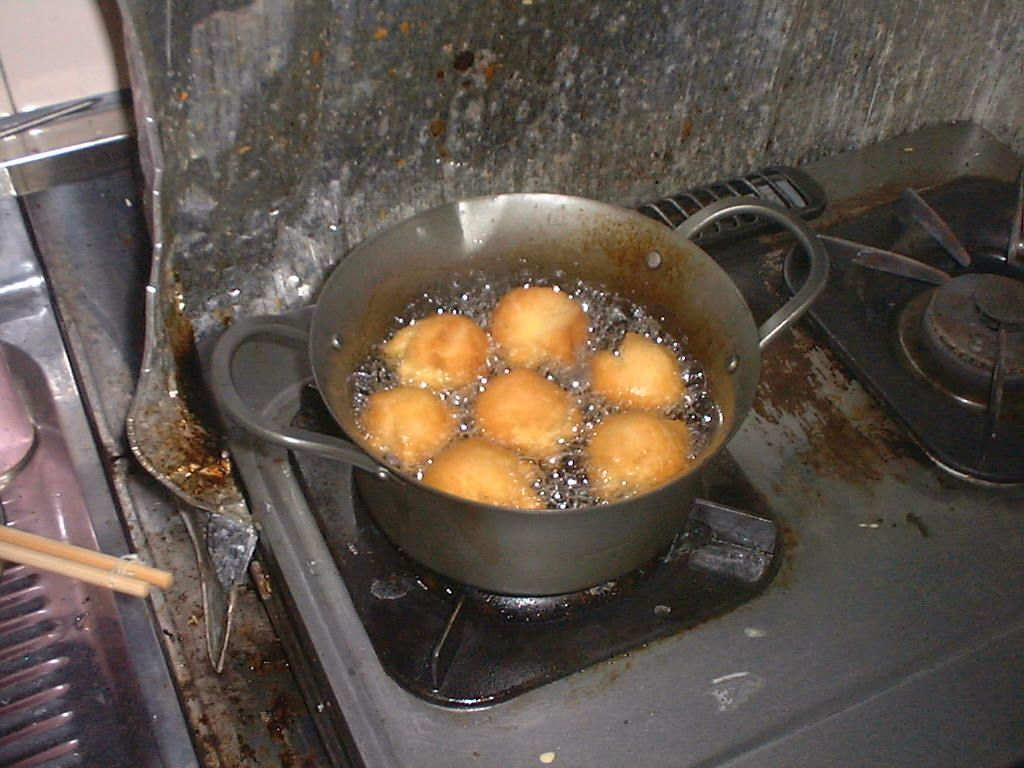
サーターアンダーギーは、揚げた際に内部の膨張によって割れる。

低温の油でゆっくり揚げる際に、まず球状に表面が固くなり、そのあと内部の膨張に従って球状の表面が割れる。その様子が破顔して笑うように、あるいは花が咲くように見えることから縁起のよい菓子とされ、祝い事の際などに饗応される。この時には普段のものより大きい、直径12センチメートルから15センチメートルくらいのものが作られることもある。また葬儀や法事などの凶事に用いる場合には、球状ではなく細長い棒状に作られる。
サーターアンダーギーは表面が割れ目を生じるその形状から、沖縄県で「女性」を象徴するお菓子とされている。結納では同じく「男性」を象徴するお菓子であるカタハランブーと一緒にどっさりと盛り付けられ、卓を囲むものでそれらを食するという習慣がある。

## サングァチグァーシ

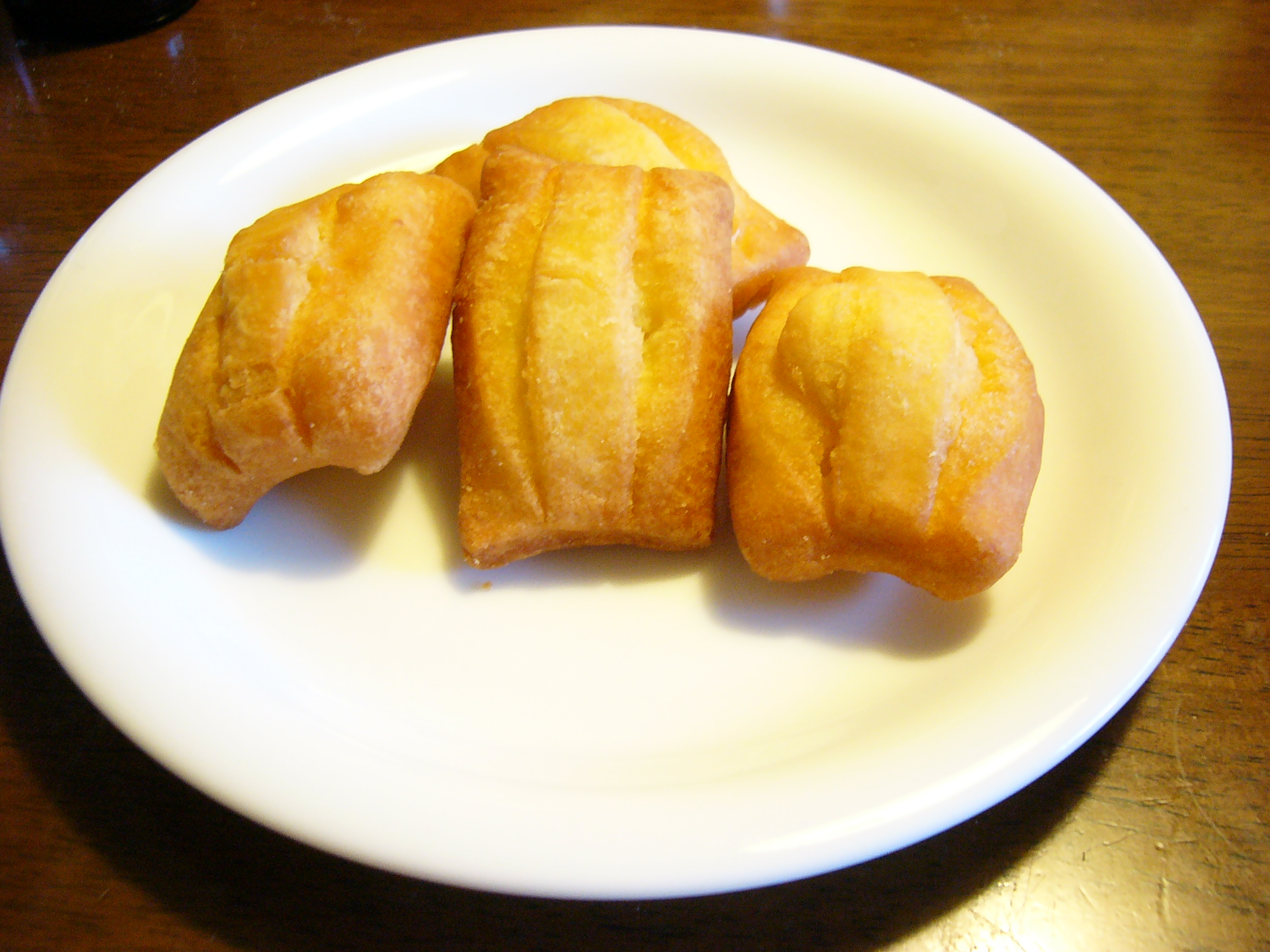
サングァチグァーシ

サングァチグァーシ（またはサングヮチグヮーシ、三月菓子）はサーターアンダーギーと同じ材料であるが、四角く仕上げる点が異なる縁起物の菓子。サングァチは「三月」、クァーシは「菓子」の意。
生地を厚さ1センチメートル程度にのばし、おおよそ名刺大に切り、表面に縦方向二列の切れ目を入れてから揚げる。
伝統的には重箱に詰めたものを旧暦3月3日のハマウリ（浜下り）の際に持参し浜辺で食べるが、現在では季節を問わずサーターアンダーギーの名前で販売されていることもある。